# Maria Borelius
Maria Borelius (født 6. juli 1960) er en svensk journalist, forfatter og politiker fra Moderaterne.
Hun blev udnævnt til handelsminister i den borgerlige regering under Fredrik Reinfeldt 6. oktober 2006, men kort efter blev det afsløret, at hun havde benyttet sig af kreativ skattetænkning og anvendt sort arbejdskraft samt undladt at betale licens. Hun trak sig derpå 14. oktober fra posten samt politik i det hele taget, og hun blev dermed den minister i Sverige, der har haft den korteste tid på posten.